# كيني ميلر

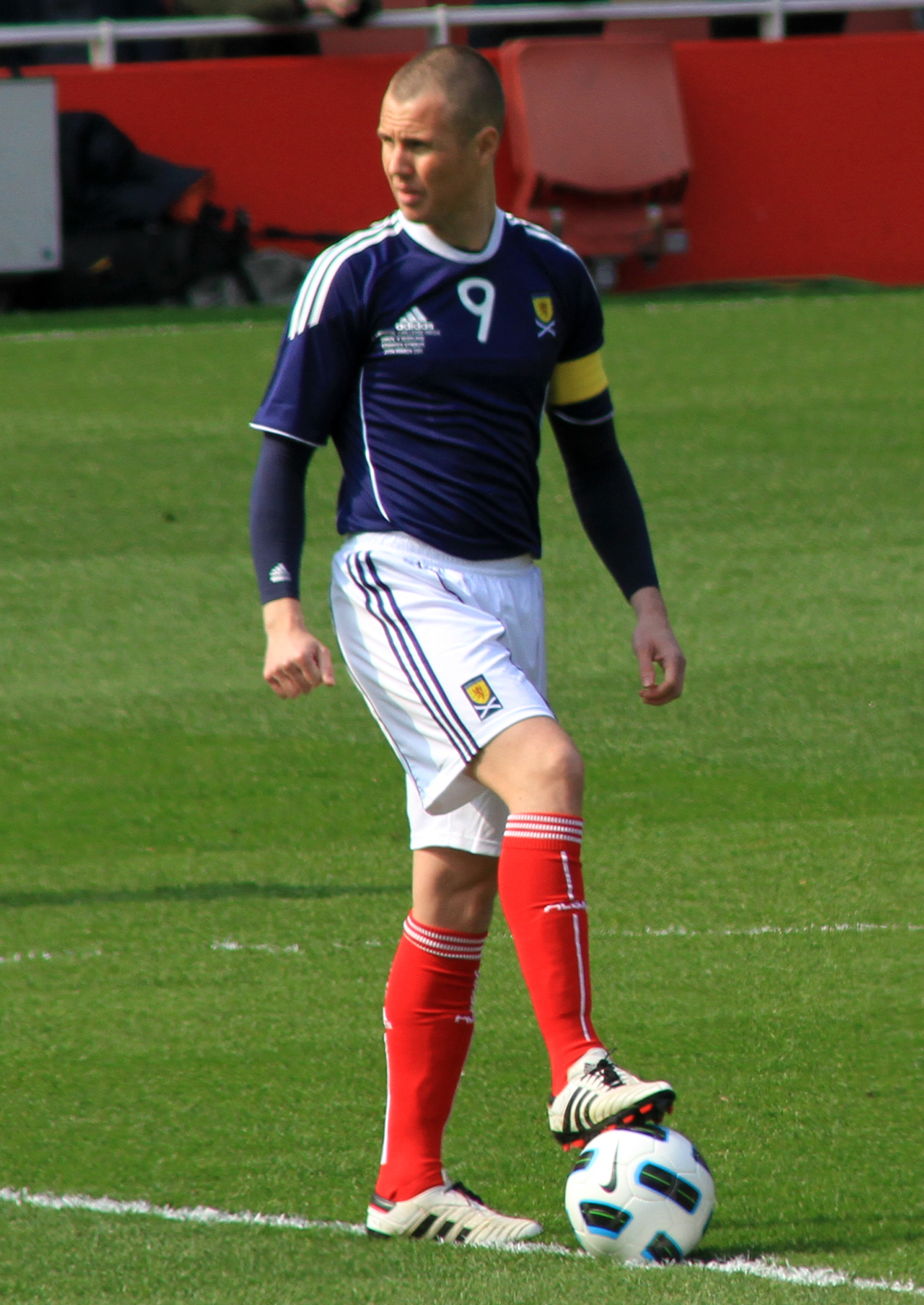

كيني ميلار (بالإنجليزية: Kenny Miller)‏ (مواليد 23 ديسمبر 1979 في إدنبرة) لاعب كرة قدم اسكتلندي دولي يجيد اللعب في خط الهجوم . يلعب حاليا لصالح نادي رينجرز الاسكتلندي منذ 2008 .

## روابط خارجية
- كيني ميلر على موقع الاتحاد الأوربي (الإنجليزية)
- كيني ميلر على موقع الاتحاد الإسكتلندي (الإنجليزية)
- كيني ميلر على موقع اتحاد تركيا (لاعب) (الإنجليزية)
- كيني ميلر على موقع الدوري الأمريكي (الإنجليزية)
- كيني ميلر على موقع قاعدة بيانات كرة القدم.إي يو (الإنجليزية)
- كيني ميلر على موقع ناشيونال فوتبول تيمز (الإنجليزية)
- كيني ميلر على موقع Soccerbase.com (لاعب) (الإنجليزية)
- كيني ميلر على موقع Soccerway.com (الإنجليزية)
- كيني ميلر على موقع عالم كرة القدم.نت (الإنجليزية)
- كيني ميلر على موقع كووورة